# 峨眉耳蕨
峨眉耳蕨（学名：Polystichum omeiense）为鳞毛蕨科耳蕨属下的一个种。

## 扩展阅读
維基物種上的相關：峨眉耳蕨